# نینا اسنیت

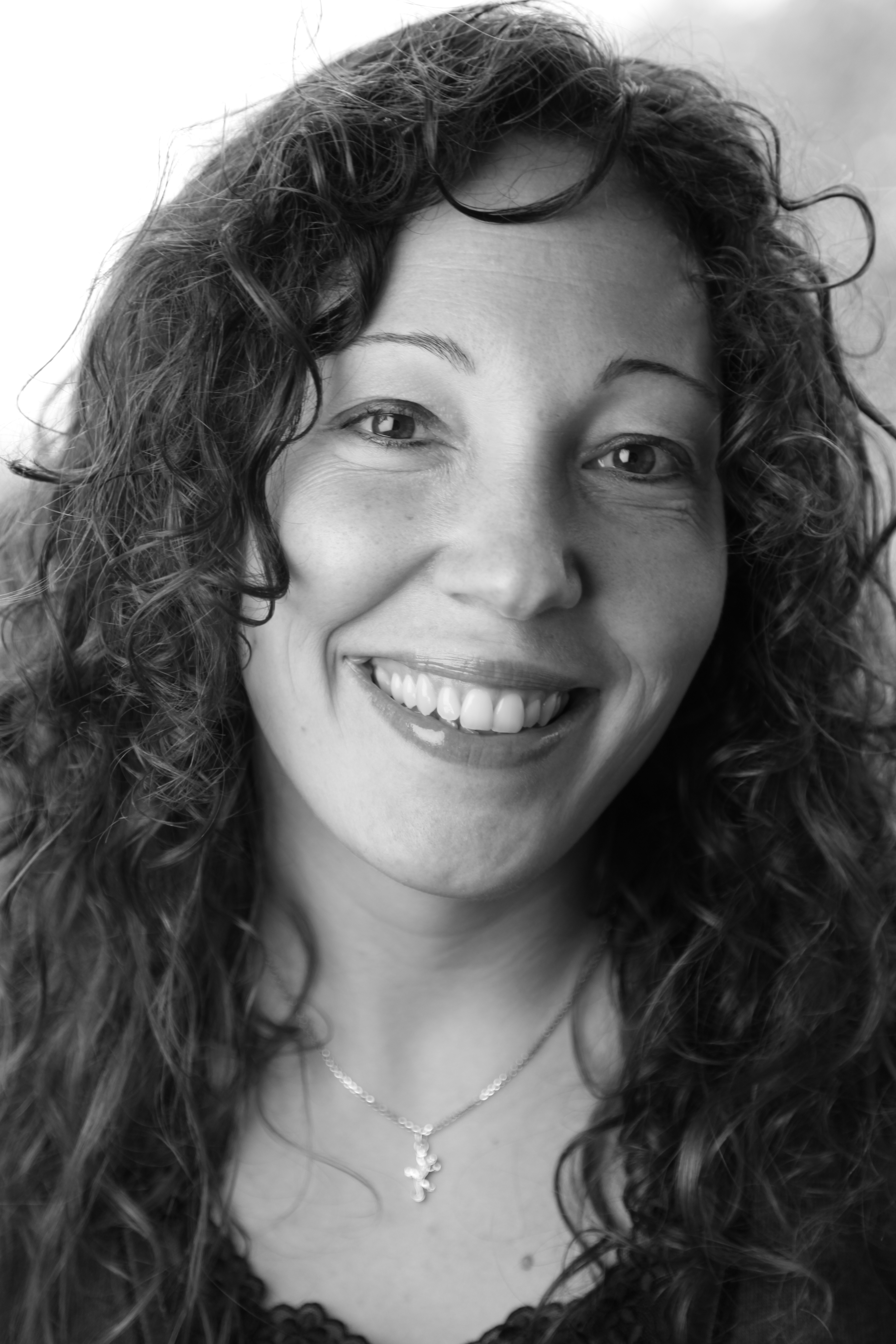
نینا اسنیت (Nina Claire Snaith) در سال ۲۰۰۹ میلادی

نینا کلر اسنیت ریاضی‌دان اهل بریتانیا و فارغ‌التحصیل دانشگاه بریستول است. زمینه کار او آشوب کوانتومی، نظریه ماتریکس تصادفی و تابع زتای ریمان است.